# 约翰·德莱顿
约翰·德莱顿（英文：John Dryden，1631年8月9日—1700年5月12日），英国诗人、文学家、文学评论家、翻译家。是1668年的英国桂冠诗人。 他被當做是王政復辟時期的主要詩人，以至於這一段文學史被稱為德萊頓時代。沃爾特·司各特稱他為“光榮約翰”。

## 生平
德莱顿出生在北安普敦郡Aldwincle的一个乡村，是Erasmus Dryden与Mary Pickering的14个孩子们中间最年长的，与乔纳森·斯威夫特是远亲。他的童年时光在Titchmarsh附近的村子里度过，一般认为他在那接受了最早的教育。1644年他被送往威斯敏斯特学府，校长是理查德·巴斯比（Richard Busby），一位严厉而富有魅力的人。在这儿他写出了最早发表的诗歌——献给同学Henry的挽歌。
1650年他前往剑桥大学三一学院。1654年拿到了学位，成绩是那一年里面最突出的。同年6月父亲逝世，留给他一些能够赚取微薄收入的土地，但还不足以赖以为生。
护国时期他来到伦敦，成为奥利弗·克伦威尔的部长约翰·瑟洛的手下。他与清教徒诗人约翰·弥尔顿等人出席了1658年克伦威尔的葬礼。同年发表了第一首重要诗作《英雄诗章》，是为克伦威尔所作的颂词。1660年又以《伸张正义》一诗迎接查理二世复辟。
文艺复兴之后，他成为当时文坛和批评界的领军人物，并表达了对新政府的拥护。他的非戏剧性诗歌多是为了贵族政府而不是为自己写的，这对一个桂冠诗人（他后来获得了这一封号）来说是种义务。1662年德莱顿被提名成为皇家学会成员并当选。但他对于学会事物不热心，1666年因拖欠会员费被开除。

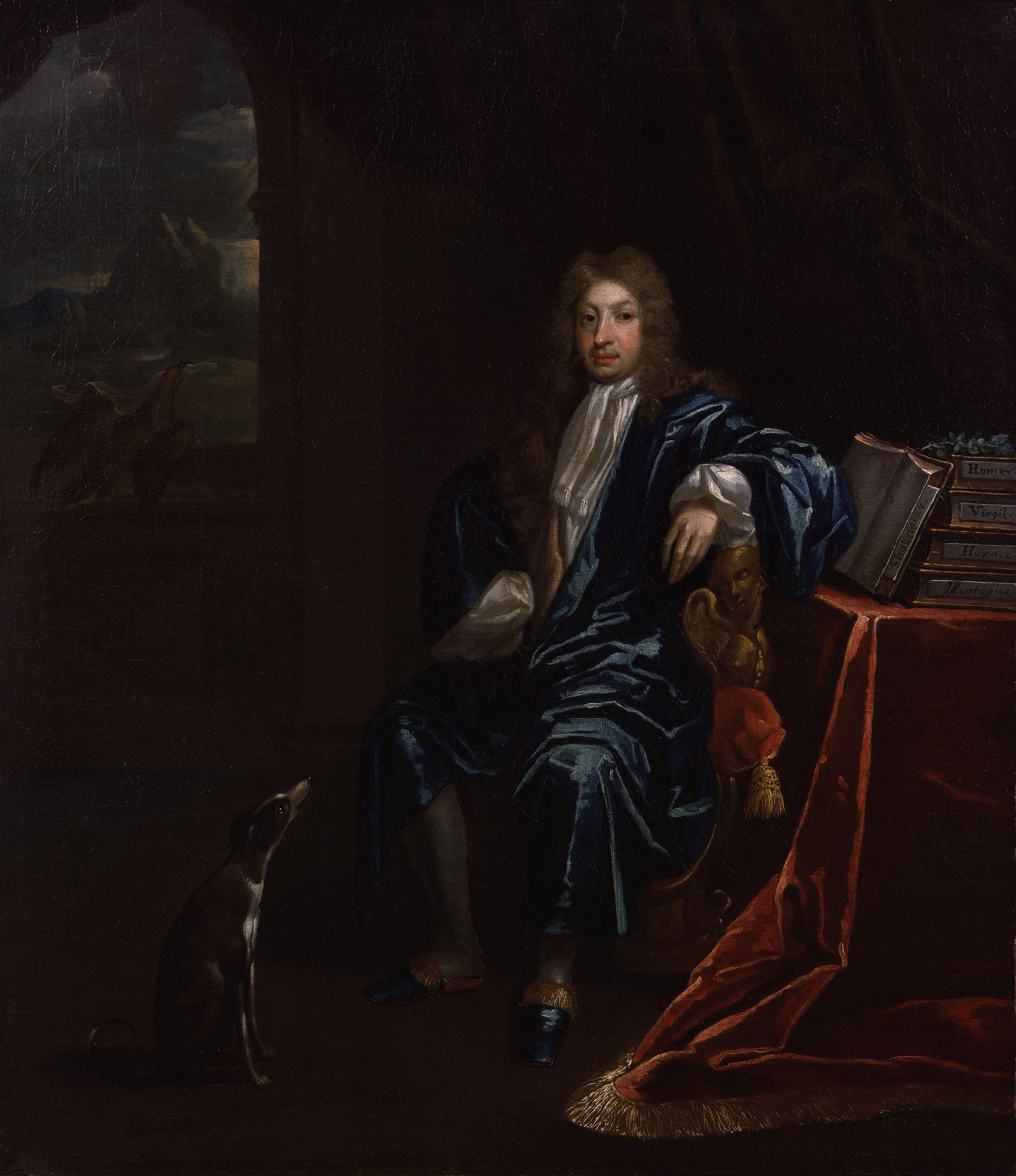
James Maubert于1695年左右所作德莱顿像

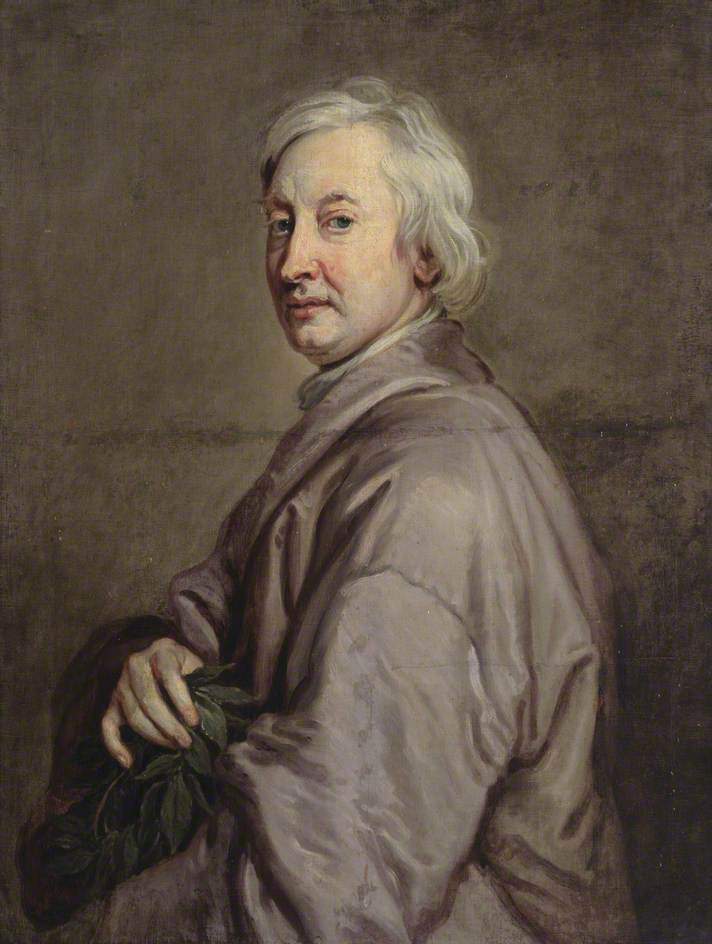
Godfrey Kneller1698年所作德莱顿像

1663年他与剧作家罗伯特·霍华德的持保皇主义观点的姐妹伊丽莎白结婚。德莱顿偶尔也写诗提到婚姻中的欢喜与愤怒。伊丽莎白比德莱顿长寿，育有3个子女。
清教徒禁令结束后剧院重开，德莱顿热衷于戏剧写作。1663年发表戏剧处女作遭到失败。1668年始每年为King's Company每年写戏剧三部。1660至70年代戏剧成为他主要收入来源。这时期他最著名的作品是《時尚婚姻》（1672），在恐怖剧和常规剧领域也取得成就，尤其是《一切为了爱》（1678）取得巨大成功。1665到1666年間，英國接連遭逢倫敦大瘟疫、倫敦大火與第二次英荷戰爭等災厄。為了紀念英荷海戰與大火，德萊頓在1667年写了长诗《奇迹年》。
德莱顿最大的成就在讽刺诗领域，《麦克·弗莱克诺》（Mac Flecknoe）（1682）是对诗人托马斯·沙德韦尔的讽刺。该诗不是一般的讽刺小品，而是把荒诞感带入了诗歌领域。《押沙龙与阿齐托菲尔》（1681）、《牝鹿与豹》（1687）亦是同类作品。

## 影响
德莱顿完善了英雄雙行體，它成为后来英国诗歌的标准形式之一。威斯坦·休·奥登称它为“中庸诗体的大师”。18世纪的诗人亚历山大·蒲柏深受其影响，还从他那借了不少诗句。
威廉·华兹华斯是最早批评德莱顿的人之一，他认为德莱顿对维吉尔的翻译中关于自然景物的描写比原诗差劣不少，不过他也推崇德莱顿的部分诗歌。济慈也推崇他的《寓言诗》，并在自己的作品里加以效仿。
据信德莱顿是英诗中最早主张不应把介词放在诗句末尾的人之一，因为那样做不符合拉丁文法。

## 外部連結
- John Dryden的作品  - 古騰堡計劃
- Works by or about John Dryden at Internet Archive
- WorldCat 聯合目錄中约翰·德莱顿的著作或與之相關的著作
- Poems by John Dryden at PoetryFoundation.org （页面存档备份，存于）
- John Dryden （页面存档备份，存于） at the National Portrait Gallery, London

| 貴族庭職務             | 貴族庭職務                   | 貴族庭職務               |
| ---------------------- | ---------------------------- | ------------------------ |
| 前任者： 威廉·戴夫南特 | 英格蘭桂冠詩人 1668–1689     | 繼任者： 托馬斯·沙德韋爾 |
| 前任者： 詹姆斯·豪威爾 | 英格蘭皇家歷史學家 1670–1689 | 繼任者： 托馬斯·沙德韋爾 |